# Rhaphidophora guamensis
Rhaphidophora guamensis — в'юнка рослина родини ароїдних, ендемік острова Гуам Маріанських островів.

## Опис
Rhaphidophora guamensis — помірно міцна ліана середнього розміру. Має тонке первинне стебло з багатьма гілками. Виробляє два різні види листя.

## Ареал і середовище проживання
Відомо, що цей вид існує лише на острові Гуам, де його можна знайти в змішаних лісах, кокосових плантаціях і на вапняку.